# Purpuricenus nicocles
Purpuricenus nicocles är en skalbaggsart som beskrevs av Schaufuß 1871. Purpuricenus nicocles ingår i släktet Purpuricenus och familjen långhorningar. IUCN kategoriserar arten globalt som nära hotad. Inga underarter finns listade i Catalogue of Life.